# Lasianthus rigidus
Lasianthus rigidus är en måreväxtart som beskrevs av Friedrich Anton Wilhelm Miquel. Lasianthus rigidus ingår i släktet Lasianthus och familjen måreväxter. Inga underarter finns listade i Catalogue of Life.